# Fjodor I. Ruski
Fjodor Ivanovič ali Fjodor I. Ruski (rusko: Фёдор I Иванович), ruski car, * 31. maj 1557, Moskva, † 17. januar 1598, Moskva.
Fjodor I. je postal car leta 1584.

## Življenjepis
Fjodor I. je bil sin Ivana IV. Groznega in njegove prve žene Anastazije Zaharine Jurjeve iz rodbine Romanovih. Bil je fizično in umsko slaboten, nezainteresiran za vladanje. Bil je blag, tih, zanimal se je le za vero, najraje je zvonil in klical vernike v cerkev. Štirinajstletnega je oče poročil z Irino Godunovo (* ~1557, †1603), sestro kasnejšega carja Borisa Godunova, ki je bil ob tej priliki povišan v bojarja.
Njegov oče je pred smrtjo imenoval direktorij petih bojarjev, ki naj bi vladal namesto Fjodora; v njem so bili štirje bojarji iz najuglednejših ruskih rodbin in Boris Godunov, ki je bil edini iz nižjega plemstva. Boris je bil uglajen, izobražen in hraber, željan oblasti in je vedel, kaj hoče. Sistematično si je pridobival vse večjo oblast in izločal potencialne tekmece, tako da je od leta 1587 praktično vladal sam in bil odgovoren tudi za vse dosežke Fjodorove vladavine:
- leta 1589 je bila moskovska metropolija povišana v patriarhijo in se je osvobodila vpliva carigrajskega patriarhata (kar je še posebej razveselilo pobožnega carja),
- z mirom v Teusinu, po švedsko-ruski vojni (1590-95), je Rusija dobila nazaj vsa ozemlja, ki jih je moral Ivan IV. leta 1583 (ob zaključku livonijske vojne) prepustiti Švedom, razen Narve: Rusija je dobila večino Ingrije z mesti Ivangorod, Kingisepp in trdnjavo Koporje (kakih 100 km jugozahodno od Petrograda) ter trdnjavo Prijozersk ob Ladoškem jezeru,
- v zahodni Sibiriji je bilo zgrajeno mesto Tobolsk in zasnovana mnoga nova naselja; Rusija si je utrdila oblast na Kavkazu,
- mnoga nova mesta so bila ustanovljena tudi ob severovzhodni in jugovzhodni meji države, med njimi Civilsk, Uržum, Sančursk v srednjem Povolžju ter Samara, Caricin, Saratov v Dolnjem Povolžju,
- leta 1597 je bila prepovedana selitev kmetov, kar je vodilo v najbolj strogo obliko tlačanstva.

Fjodor je umrl brez moškega naslednika. Ker je leta 1591, v svojem osmem letu starosti skrivnostno umrl tudi njegov polbrat Dimitrij, je s Fjodorom I. izumrla dinastija Rurikidov.
Zemski sobor (ruska predstavniška skupščina) je za novega carja soglasno izvolil Borisa Godunova.